# G. David Schine
Gerard David Schine, besser bekannt als G. David Schine oder David Schine (* 11. September 1927 in Gloversville, New York; † 19. Juni 1996 in Burbank, Los Angeles County, Kalifornien), war ein US-amerikanischer Unternehmer und Filmproduzent. Er war der wohlhabende Erbe eines Hotelkettenvermögens, der 1954 in seiner Rolle als Chefberater des Ständigen Unterausschusses für Untersuchungen des Senats zu einer zentralen Figur in den Army-McCarthy-Anhörungen wurde.

## Leben
Schine wurde in Gloversville, New York, als Sohn jüdischer Eltern, des Hotelmagnaten Junius Myer Schine und Hildegarde Feldman, geboren. Er besuchte die Phillips Academy und schloss 1949 sein Studium an der Harvard University ab. Er trat im Sommer 1945 in Harvard ein, ließ sich im Frühjahr 1946 beurlauben und kehrte im Herbst 1947 zurück, nachdem er ein Jahr lang als stellvertretender Zahlmeister für den Army Transport Service gearbeitet hatte. Obwohl es sich hierbei um eine zivile Position handelte, schrieb er in seinem Antrag auf Wiederaufnahme an der Harvard University, dass er ein „Leutnant der Armee“ sei, und andere Studenten ärgerten sich darüber, dass er sich selbst als Veteran bezeichnete. Einer sagte: „Wir waren alle Veteranen und seine Vortäuschung, einer zu sein, ging um wie ein Bleiballon.“
In Harvard lebte er laut einem späteren Porträt von Harvard Crimson „in einem Stil, der hier mit der Ära der Goldküste ausging“, den Jahren vor dem Ersten Weltkrieg, als wohlhabende Harvard-Studenten getrennt von ihren Klassenkameraden in Privatunterkünften lebten. Die Hochschulverwaltung lehnte seine Anträge ab, seinen Schlafsaal als Büro zu nutzen und einer Sekretärin den Besuch außerhalb der regulären Besuchszeiten zu gestatten.  Er dirigierte jedoch die Universitätskapelle und fungierte auch als deren Tambourmajor.
1952 veröffentlichte Schine eine sechsseitige antikommunistische Broschüre mit dem Titel „Definition des Kommunismus“ und ließ ein Exemplar in jedem Zimmer der Hotelkette seiner Familie auslegen. Obwohl die Broschüre viele Fehler enthielt, nannte Time sie „bemerkenswert prägnant“. Die Broschüre machte Schine über den Zeitungskolumnisten George Sokolsky mit Roy Cohn bekannt, und die beiden wurden Freunde. Cohn war zu dieser Zeit der Chefberater von Senator Joseph McCarthy und holte Schine als unbezahlten „Chefberater“ in McCarthys Stab.
Gegner des Kommunismus aus der McCarthy-Ära versuchten, Material auszumerzen, das sie als prokommunistisch betrachteten. Schine und Cohn führten 1953 eine viel kritisierte Tour durch Europa durch und durchsuchten Bibliotheken der United States Information Agency nach Büchern von Autoren, die sie für Kommunisten oder Mitreisende hielten.  Die Tageszeitung Die Welt nannte sie Schnüffler. Theodore Kaghan, stellvertretender Direktor der Abteilung für öffentliche Angelegenheiten im US-Büro und Hohe Kommissar  für Deutschland, der ein Ziel des Unterausschusses war bezeichnete sie als „Schrottmacher“.
Im November 1953 wurde Schine als Private in die United States Army eingezogen. Cohn startete sofort eine Kampagne, um Sonderprivilegien für Schine zu erwirken. Cohn traf sich mit Militärbeamten und führte wiederholt Telefonanrufe mit ihnen, vom Sekretär der Armee bis hin zu Schines Kompaniechef. Er forderte, dass Schine ein Dienstverhältnis (was die Armee wegen Schines mangelnder Qualifikation ablehnte) sowie leichte Aufgaben, Sonderurlaub und keine Auslandseinsätze erhielten. Einmal soll Cohn damit gedroht haben, „die Armee zu zerstören“, wenn seine Forderungen nicht erfüllt würden. Während der Army-McCarthy-Anhörungen von 1954 beschuldigte die Armee Cohn und McCarthy, unangemessenen Druck ausgeübt zu haben, um Einfluss auf die Armee zu nehmen, während McCarthy und Cohn entgegneten, die Armee habe Schine als „Geisel“ gehalten, um McCarthys Ermittlungen gegen Kommunisten in der Armee zu unterdrücken.
Die Anhörungen wurden live über das relativ neue Medium Fernsehen übertragen und von schätzungsweise 20 Millionen Menschen gesehen. Kurz vor den Anhörungen erschienen Schine und Cohn am 22. März 1954 auf dem Cover von Time unter dem Banner „McCarthy and His Men“.
Die Army-McCarthy-Anhörungen sprachen McCarthy von jeglichem direkten Fehlverhalten frei und gaben allein Cohn die Schuld. Die Enthüllungen über McCarthy und seine Methoden vor einem Fernsehpublikum werden jedoch allgemein als der Anfang vom Ende seiner Karriere angesehen. Cohn trat kurz nach den Anhörungen aus McCarthys Stab zurück.
Nach den Anhörungen verließ Schine die Politik und weigerte sich für den Rest seines Lebens, sich zu dem Vorfall zu äußern, sodass seine Sicht auf seine Beziehung zu Cohn unbekannt bleibt. Er blieb als Geschäftsmann und Unternehmer im privaten Sektor tätig und arbeitete in der Hotel-, Musik- und Filmbranche. Er war eine Zeit lang Mitglied der Young Presidents’ Organization. Am 22. Oktober 1957 heiratete er die Miss Universe von 1955, Hillevi Rombin aus Schweden. Sie hatten sechs Kinder, darunter Frederick Berndt Schine (1962–1996), und waren fast 40 Jahre lang verheiratet, bis sie 1996 starben. Ebenfalls 1957 ernannte ihn Schines Vater zum Leiter von Schine Enterprises, obwohl Schines Vater 1963 seine Position als Leiter des Unternehmens wieder übernahm. 1977 bezeichnete sich Schine als „im Ruhestand“.
Schine hatte einen Cameo-Auftritt als er selbst in einer Folge von Batman aus dem Jahr 1968. Schine war Executive Producer des Films Brennpunkt Brooklyn (The French Connection) aus dem Jahr 1971, der für acht Oscars nominiert wurde und fünf gewann, darunter den Preis für den besten Film. 1977 produzierte er That's Action!. Kurz darauf war Schine an der Musik der Band The DeFranco Family beteiligt, die Billboard-Gold und Platin sowie Cash Box No. 1. Schines Unternehmen Schine Music versorgte unter anderem auch Lou Rawls und Bobby Sherman mit Liedern. Schine war selbst Musiker und komponierte und veröffentlichte Musik. Er dirigierte einmal das Boston Pops Orchestra anstelle von Arthur Fiedler bei einem Konzert zur Feier seines 25. Wiedersehens mit der Harvard University in einer Aufführung von Sibelius‘ Karelia-Suite. Einige der Musiker weigerten sich, für ihn zu spielen, und einer kommentierte später: „Dieser Mann hat das Leben meines Vaters ruiniert. Ich hatte auf keinen Fall vor, für ihn zu spielen.“ Schines Postproduktionsvideohaus in Hollywood, Studio Television Services, war zuständig für Kunden wie HBO, Disney, Orion und MGM/UA. Sein börsennotiertes Forschungs- und Entwicklungsunternehmen High Resolution Sciences war jahrelang bestrebt, High Definition Television ins Antennenfernsehen zu bringen.
Schine starb am 19. Juni 1996 im Alter von 68 Jahren bei einem Privatflugzeugunfall in Burbank, Kalifornien. Bei dem Absturz kamen auch seine Frau Hillevi und ihr 34-jähriger Sohn Berndt ums Leben, der Pilot des Flugzeuges war. Sie wurden auf dem Westwood Village Memorial Park Cemetery in Los Angeles beigesetzt.

## Nachwirkung
Im HBO-Fernsehfilm Citizen Cohn von 1992 wird Schine von Jeffrey Nordling dargestellt.
Nach Schines Tod schrieb der Dramatiker Tony Kushner, der zuvor das mit dem Pulitzer-Preis ausgezeichnete Werk „Angels in America“ geschrieben hatte, einen Einakter mit dem Titel „Mr. David Schine in Hell“. Das Stück spielt an dem Tag, an dem Schine starb, und zeigt Schine, wie er in der Hölle ankommt und mit Roy Cohn, Richard Nixon, Whittaker Chambers und J. Edgar Hoover wiedervereint wird.